# Velké Hydčice
Velké Hydčice là một làng thuộc huyện Klatovy, vùng Plzeňský, Cộng hòa Séc.